# Hánsék Imre
Hansék Imre (Felsőszölnök, 1756. november 1. k. – Muraszombat, 1826. december 7.) magyarországi szlovén katolikus pap és tótsági esperes.
Felsőszölnökön született, paraszti családban, Hánsek(sic!) János és Szukics Ilona fiaként. A papi hivatást választva a fővárosban Budán, majd a győri szemináriumban tanult teológiát és 1780-ban felszentelték. Ekkor kezdődött el majdnem félévszázados papi pályafutása. Káplánként kezdődött minden, először Rábaszentmártonban (ma Sankt Martin an der Rabb, Ausztria), aztán Gyanafalván (ma Jennersdorf, Ausztria), utána Incéden és Rábakethelyen (ma Szentgotthárd része). Először plébánosnak Péterhegyre (ma Gornji Petrovci, Szlovénia) nevezték ki 1784-ben, ahol öt évig dolgozott. Közben megtanult horvátul és németül is, melyre szüksége is volt néhány egyházközségben, de különösen Szentmártonban, aminek lakói javarészt németek és hozzá tartozott annak idején a német-szlovén lakosú Alsószölnök is.
1789-től Muraszombat (ma Murska Sobota, Szlovénia) papja lett és ezt ellátta haláláig. Küzmics Miklós halála után (1804) a Tótság esperesévé nevezte ki a szombathelyi püspökség. Munkáját olyan lelkiismeretesen látta el, hogy a püspök kanonoki tisztségre pályáztatta, amit azonban nem nyert el.

## Külső hivatkozás
- Vasi digitális könyvtár – Vasi egyházmegye